# Abel Jean Baptiste Pavet de Courteille
Abel Jean Baptiste Pavet de Courteille (* 23. Juni 1821 in Paris; † 13. Dezember 1889 in Paris) war ein französischer Orientalist. Er war mütterlicherseits Enkel von Silvestre de Sacy und widmete sich auf dessen Anregung dem Studium der orientalischen Sprachen, insbesondere des Türkischen. Sein Hauptwerk ist sein „Ost-Türkisches Wörterbuch“ (Dictionnaire turc-oriental, Paris 1870).
Er wurde 1854 außerordentlicher und 1861 ordentlicher Professor des Türkischen am Collège de France. 1873 wurde er Nachfolger von Emmanuel de Rougé an der Académie des Inscriptions et Belles-Lettres. 1887 wurde er zum korrespondierenden Mitglied der Russischen Akademie der Wissenschaften gewählt.
Mit Barbier de Meynard gab er die drei ersten Bände des historiographische Werkes Les Prairies d'Or des Mas'udi in einer zweisprachigen Ausgabe (arabisch mit französischer Übersetzung) heraus (Société asiatique, Collection d’ouvrages orientaux). Er übersetzte mehrere Werke aus dem Türkischen und Uigurischen.
Mit Abdolonyme Ubicini gab er das Werk État présent de l’empire ottoman (1876) heraus.

## Werke (Auswahl)
- Conseils de Nabi Efendi à son fils Aboul Khair (türkischer Text mit französischer Übersetzung, 1857)
- Mirâdj-nâmeh (uigurischer Text mit französischer Übersetzung, 1882)
- Tezkereh-i-evliâ. Le mémorial des saints (französische Übersetzung des uigurischen Textes, 1889)